# Південно-Східний (зупинний пункт)
Півде́нно-Схі́дний — залізничний пасажирський зупинний пункт Луганської дирекції Донецької залізниці.
Розташований на сході міста Довжанськ, Свердловська міська рада, Луганської області на лінії Дебальцеве — Красна Могила між станціями Довжанська (6 км) та Красна Могила (6 км).
Через військову агресію Росії на сході України транспортне сполучення припинене, водночас на середину листопада 2018 р. двічі на день курсує пара електропоїздів сполученням Фащівка — Красна Могила, що підтверджує сайт Яндекс.